# Barclays Arena
El Barclays Arena (llamado anteriormente Color Line Arena, O2 World Hamburgo y Barclaycard Arena) es una arena multiusos de la ciudad alemana de Hamburgo inaugurada en el año 2002. Posee una capacidad máxima de 15.000 personas y ha sido usado para diversos eventos como encuentros deportivos o conciertos.

## Antecedentes
Construido en el barrio de Bahrenfeld dentro del Altonaer Volkspark, a un costado del Volksparkstadion y del reciente Volksbank Arena, el Barclays Arena fue financiado mediante fondos públicos de la ciudad junto al empresario finlandés Hjallis Harkimo. El pabellón se comenzó a construir en junio de 2001 y fue inaugurado en noviembre de 2002, con un costo de 83 millones de euros. En 2007 la arena fue vendida al Anschutz Entertainment Group por el precio de 73 millones de euros.

## Estructura y diseño
La estructura posee 150 metros de largo, 110 de ancho y 33 de alto, sobre una superficie construida de 40.000 m². La capacidad del recinto completo para conciertos es de 15.000 personas, mientras que para eventos deportivos de 13.000, para eventos sin la grada superior la capacidad disminuye hasta 8.000, mientras que en su modalidad de anfiteatro se varía entre los 3.000 y 4.000 espectadores. También posee 79 plazas para personas en sillas de rueda con acompañante.

## Eventos

### Deportes
Fue sede del Campeonato Mundial de Balonmano Masculino de 2007, albergando la fase final de la competencia. WWE ha organizado diversos eventos en el recinto. Los equipos HSV Hamburgo y Hamburg Freezers, de balonmano y hockey respectivamente, ejercieron de locales en el pabellón desde 2002 hasta 2016, año en el cual ambos grupos fueron disueltos.

### Música
Grandes artistas han celebrado conciertos en el recinto Dua Lipa, Lady Gaga, Mariah Carey, Shakira y Sting.

## Nombre
Inicialmente los derechos de denominación pertenecieron a la operadora noruega de transbordadores Color Line, tomando el nombre de "Color Line Arena". En 2010 el patrocinador fue cambiado a Telefónica, siendo rebautizado como "O2 World Hamburg". En 2015 el nuevo promotor sería el banco británico Barclaycard, renombrándose como "Barclaycard Arena". En 2021 el banco cambiaría su nombre a Barclays, también modificando el del recinto, pasando a "Barclays Arena".